# Los Cancajos
Los Cancajos, ook wel bekend als Playa de Los Cancajos, is de op een na grootste badplaats van het Canarische eiland La Palma. Het ligt aan de oostkust van het eiland op een paar kilometer afstand van de hoofdstad Santa Cruz de la Palma en maakt deel uit van de gemeente Breña Baja. Los Cancajos is een vrij nieuw dorp; er wonen 483 autochtone bewoners (september 2006) en er is een capaciteit voor ruim 7.500 toeristen. Bouwplannen voorzien in de komst van nog eens ongeveer 2.600 slaapplaatsen voor toeristen.
Er zijn in Los Cancajos enkele hotels en een tiental appartementencomplexen, welke vanwege hun omvang en ontwerp de skyline van het dorp domineren. Langs de ongeveer 400 meter strand (bestaand uit zwart zand, met een breedte van zo'n 35 meter), ligt een promenade omgeven met palmbomen.
Los Cancajos heeft een directe busverbinding (halfuurdienst) met de Luchthaven Santa Cruz de La Palma en met de hoofdstad.

## Fotogalerij

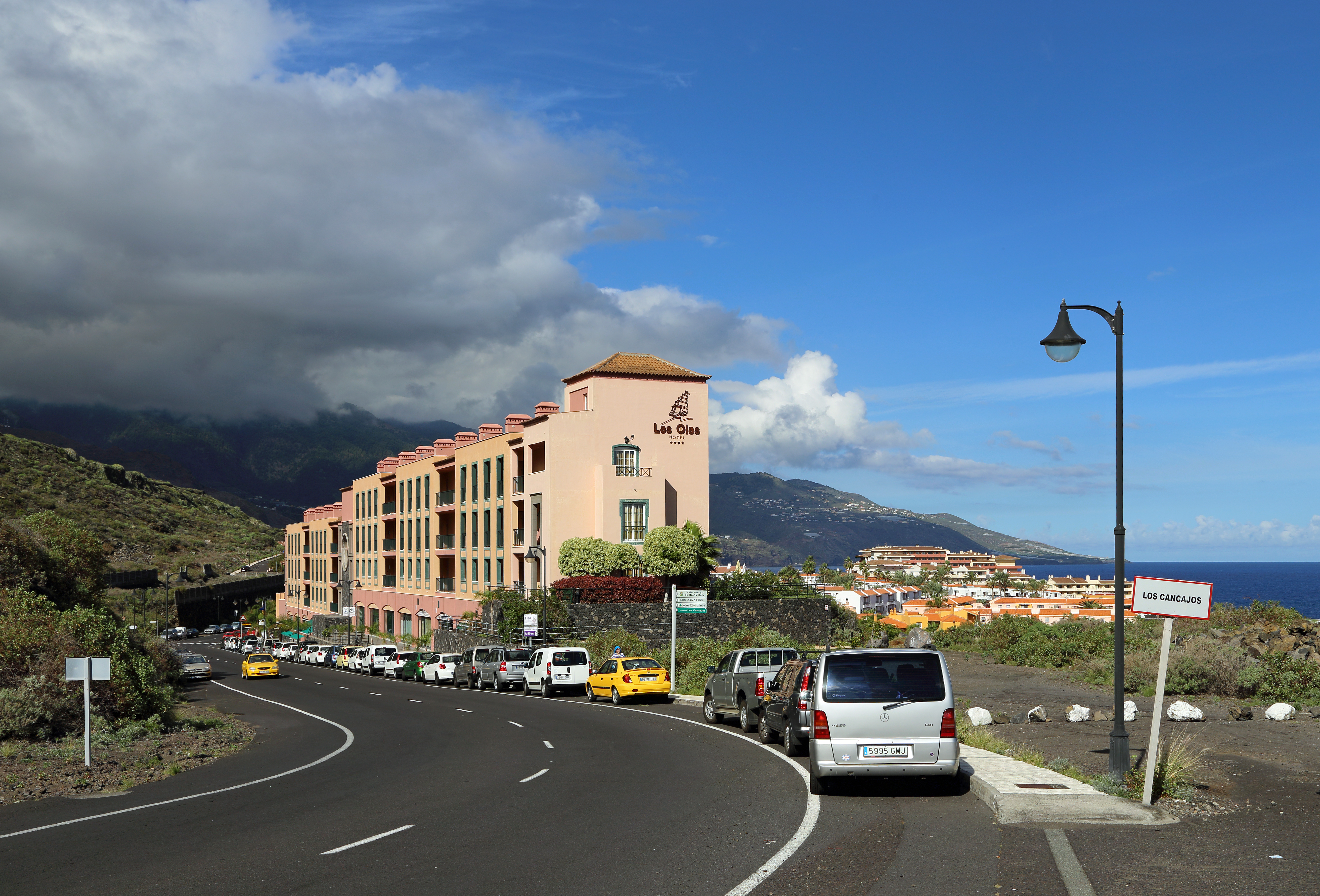
Los Cancajos: toegang vanuit het zuiden
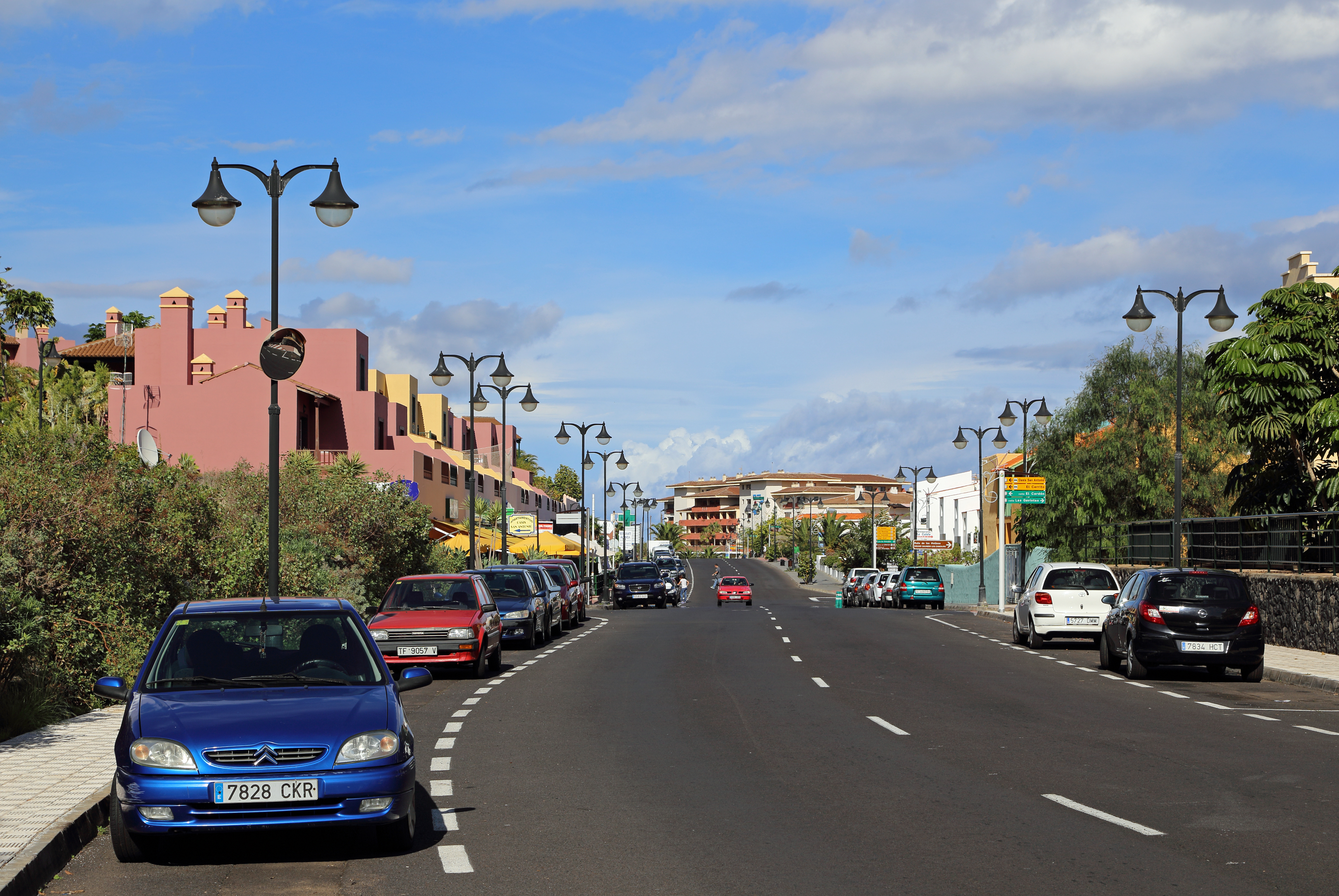
Hoofdstraat (Calle de Los Cancajos)
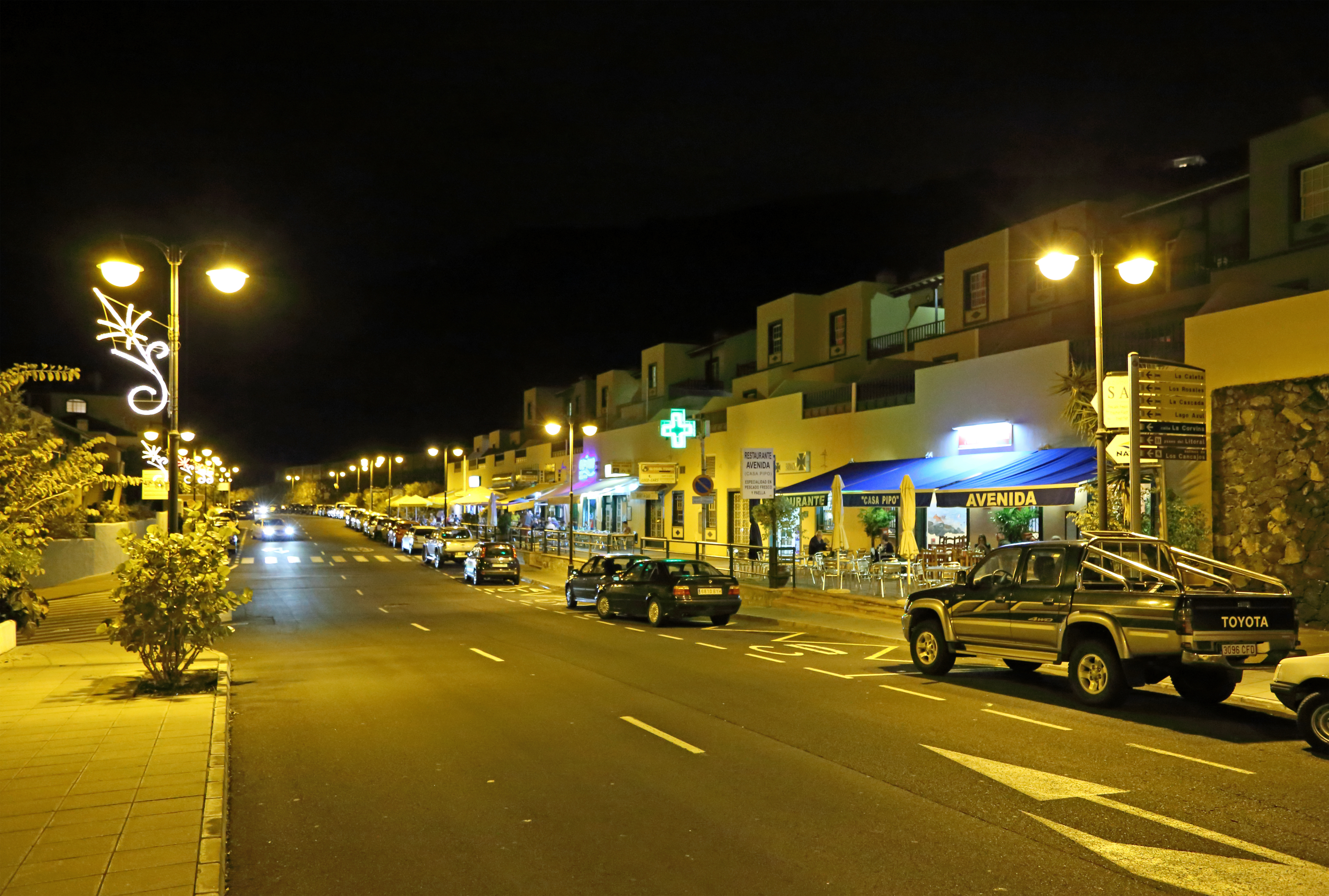
De hoofdstraat bij nacht
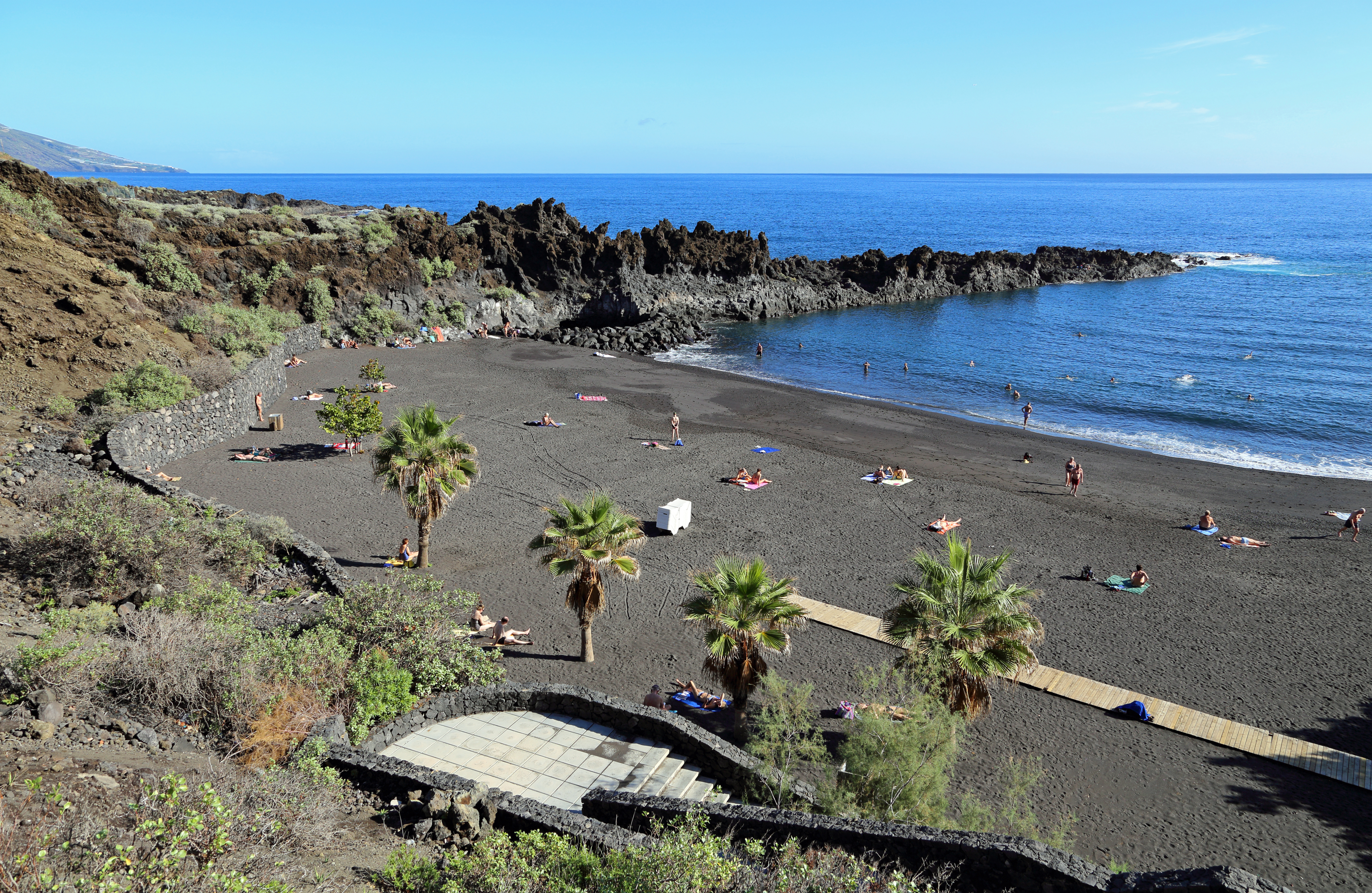
Het strand van Los Cancajos
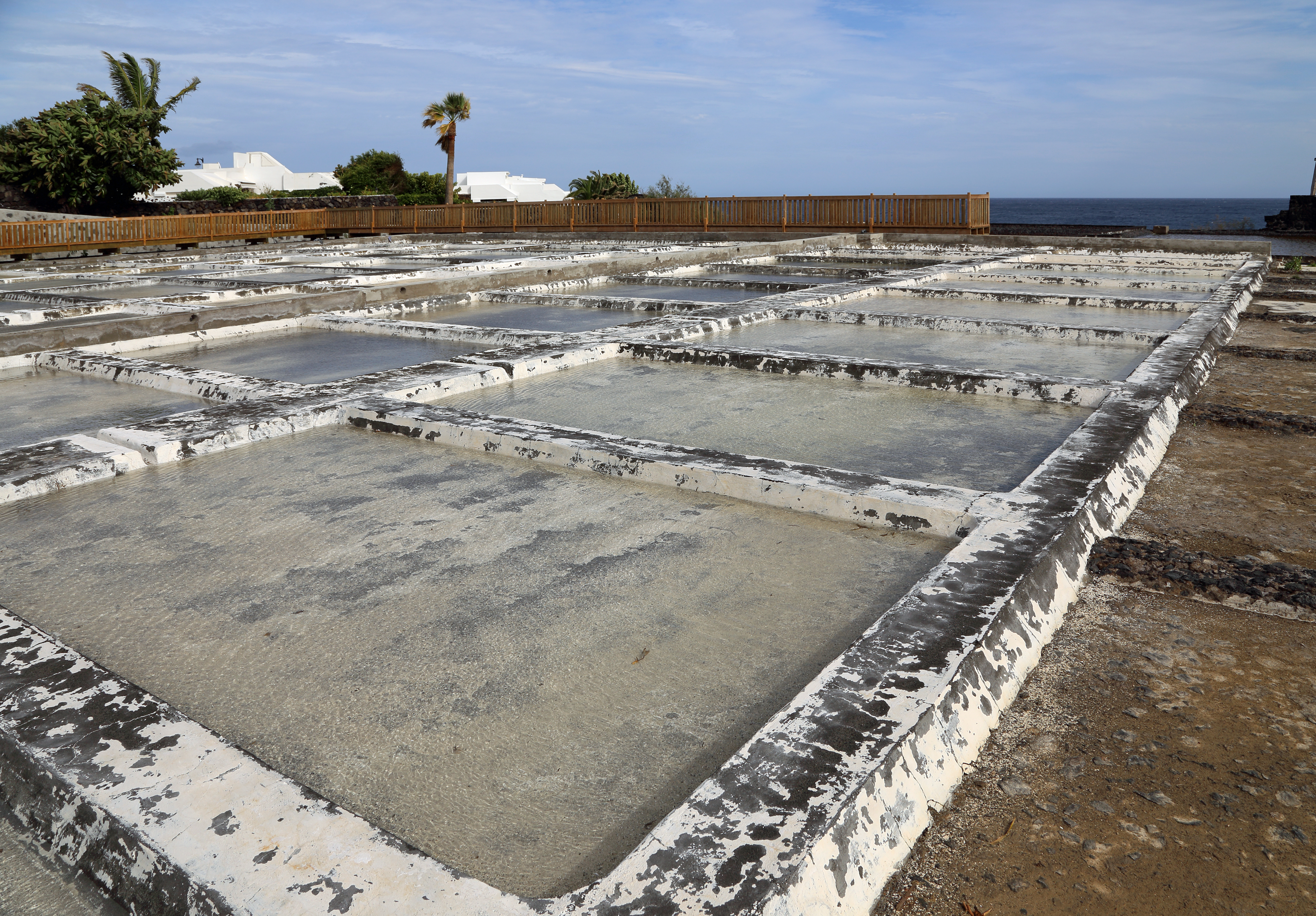
Oude zoutpannen
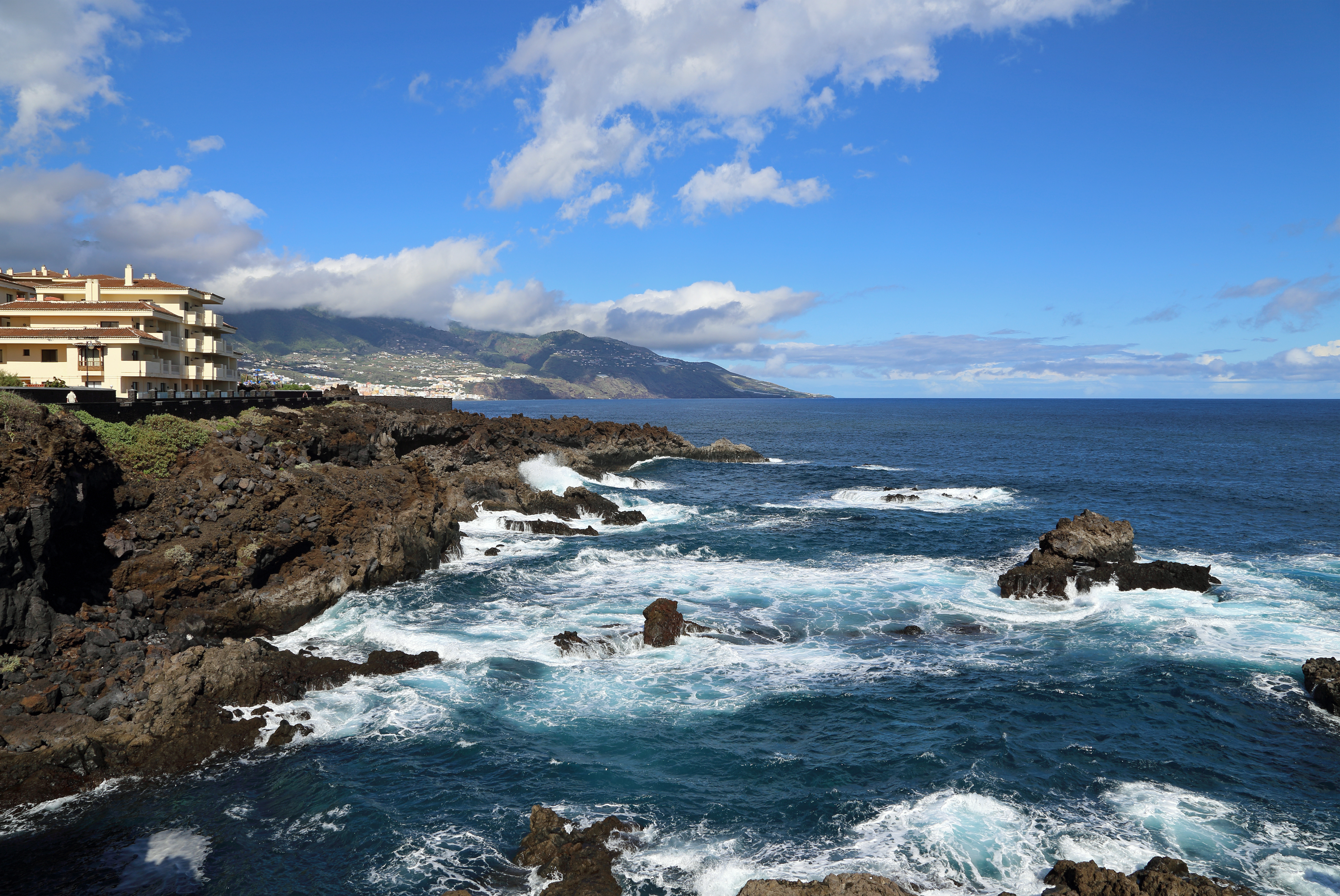
De kust bestaat uit grillige vulkanische rotsformaties
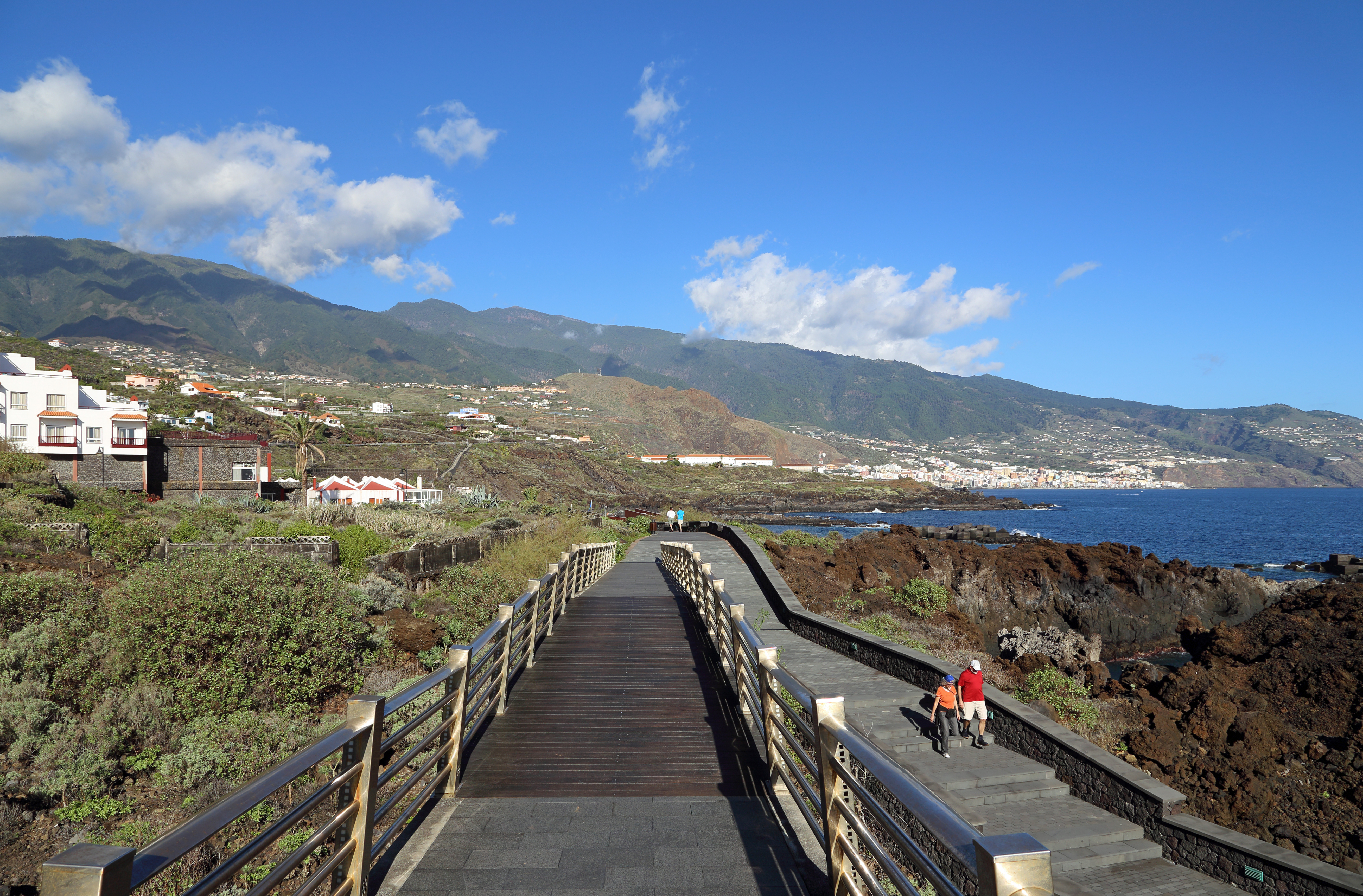
Vanuit Los Cancajos loopt een kustwandelpad (Paseo del Litoral) in de richting van El Fuerte en Santa Cruz de La Palma
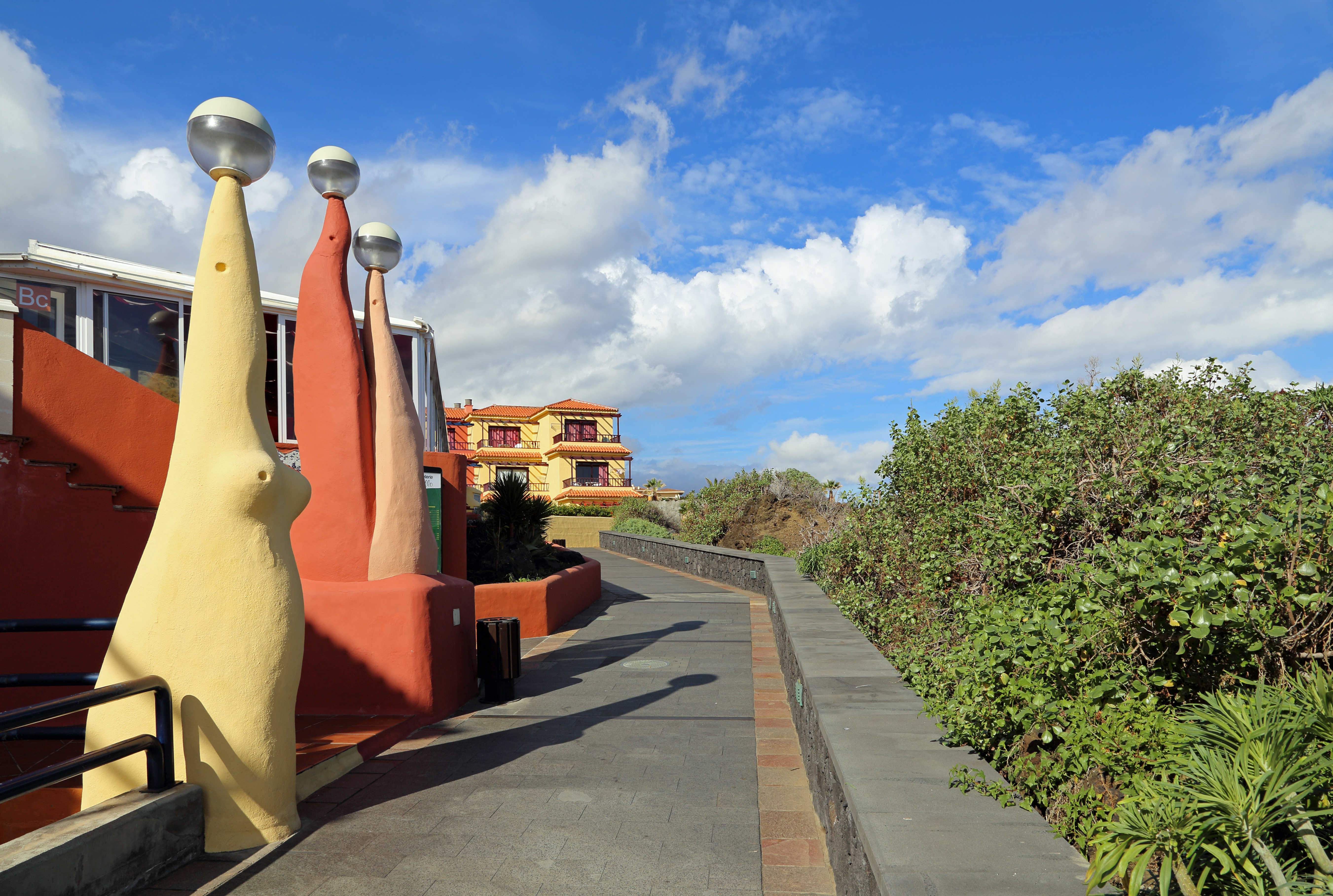
Merkwaardige architectuur langs de Paseo del Litoral